# Alex Krusche
Alex Krusche, auch Alexis, Alexius, Wladislaus (* 17. Juli 1876 in Opalen am Bug; † 1. März 1961 im Günne) war ein deutscher Fabrikant und Politiker.

## Leben
Alex Krusche war der Nachkomme des Tuchmachers Gottlieb Krusche (* 1769). Seine Eltern starben früh, so dass er bei seinem Onkel aufwuchs. Er ging auf die Kantoratsschule in Lodz, die Internatsschule der Brüdergemeinde in Gnadenfrei und machte eine Lehre als Schlosser in Pabianice und Alfeld (Leine). Danach studierte er an der Technischen Hochschule Charlottenburg und an der TH Darmstadt. Während seines Studiums war er 1899/1900 Gründungsmitglied der Burschenschaft Markomannia Darmstadt (heutige Burschenschaft Rheno-Markomannia Darmstadt). Nach seinem Abschluss als Dipl.-Ing. in Maschinenbau ging er ans Polytechnikum Zürich. Er wurde an der Universität Zürich zum Dr. phil. (nat.) bei Alfred Kleiner und Heinrich Friedrich Weber promoviert.
1904/05 arbeitete er im Prüffeld der AEG in Berlin. 1904 wurde er Assistent, 1906 dann Technischer Direktor und 1914 auch Kaufmännischer Direktor der 1874 gegründeten Textilfabrik Krusche & Ender in Pabianice. 1909 gründete er mit seinem Vetter Waldemar Krusche die Maschinenfabrik und Eisengießerei W. Krusche & Co., die Webstühle und Textilmaschinen herstellte.
Nachdem Pabianice 1915 unter deutsche Herrschaft gekommen war, wurde Krusche Bürgermeister. Aus Protest gegen die Besatzungsmacht trat er im Juni 1917 von diesem Amt zurück.
1920 hörte er bei Krusche & Ender auf und zog auf das Gut Karniscewice. 1922 gründete er die polnische Handwerkerschule in Pabianice. Seit 1932 war er als Handelsrichter tätig.
In der Zeit des Nationalsozialismus wurde Krusche 1939 erneut Bürgermeister von Pabianice. Er beantragte am 24. Januar 1942 die Aufnahme in die NSDAP und wurde zum 1. August 1944 aufgenommen (Mitgliedsnummer 10.077.141). Nach dem Zweiten Weltkrieg war er als Konstrukteur tätig und wurde am 4. Oktober 1949 aus Jägerndorf vertrieben.
Er ließ sich in Eschweiler, später in Solingen nieder und arbeitete zuletzt bis 1955/56 als Konstrukteur in einer Webstuhlfabrik in Günne.

## Veröffentlichungen
- Die Änderung des Coefficienten der inneren Reibung von Maschinenölen mit der Temperatur. Dissertation Universität Zürich 1904.